# Faktiskt
Faktiskt var namnet på en mediegranskande verksamhet 2018.
Faktiskt, släppt 2006, är ett studioalbum av den svenske popartisten Orup.  Det nådde som högst andra plats på den svenska albumlistan.

## Låtlista
1. Måndag-fredag
2. Sjung halleluja (och prisa Gud)
3. Tänk om jag dog i förrgår kväll
4. Indiedrottning
5. Ett regnigt regn
6. Med dej i mina tankar
7. Någon måste gå
8. Kläderna du bär
9. Sibyllan
10. Någon måste ha lagt nåt i min drink
11. Du har så dålig smak (när det gäller män)

## Medverkande
- Orup — sång, gitarr, klaviatur, programmering, kompositör, sångtextförfattare, producent
- Anders Hansson — trummor, slagverk, klaviatur, programmering, producent
- Petter Gunnarsson — bas
- Staffan Astner — gitarr
- Per Adebratt — keyboard, programmering, producent

## Listplaceringar
| Lista (2006-2007) | Position |
| ----------------- | -------- |
| Sverige           | 2        |

### Fotnoter
1. ↑  ”Svensk mediedatabas”. http://smdb.kb.se/catalog/id/002082385. Läst 10 maj 2011.
2. ↑  Swedishcharts - Faktiskt på den svenska albumlistan